# Uglitch
Uglitch (em russo: Углич) é uma cidade da Rússia, no oblast de Iaroslavl. Uma das mais antigas do país, é conhecida desde meados do século X, e foi centro dum dos principados dependentes russos antigos. Com uma população de cerca de 31 mil habitantes (2019), Uglitch está localizada no rio Volga, em ambos as suas margens. Tem um porto fluvial, uma estação ferroviária, uma central hidroeléctrica, fábrica de gruas automóveis e uma indústria de manteiga e queijo. Sua principal atividade econômica, no entanto, é o turismo nacional e internacional, devido às suas muitas igrejas antigas e museus. Boa parte do turismo em Uglitch também está relacionada aos cruzeiros pelo rio Volga.

## Ligações externas

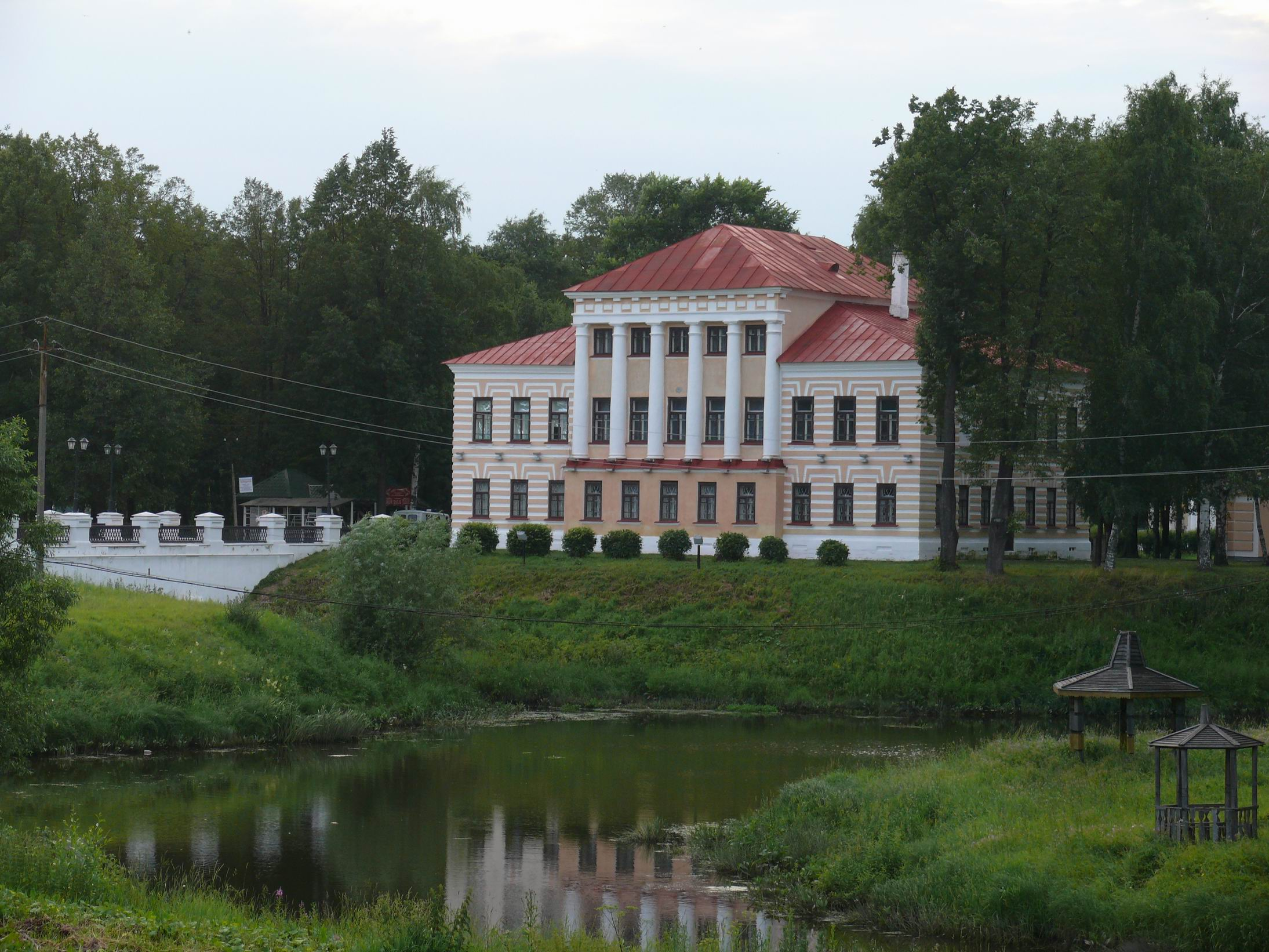
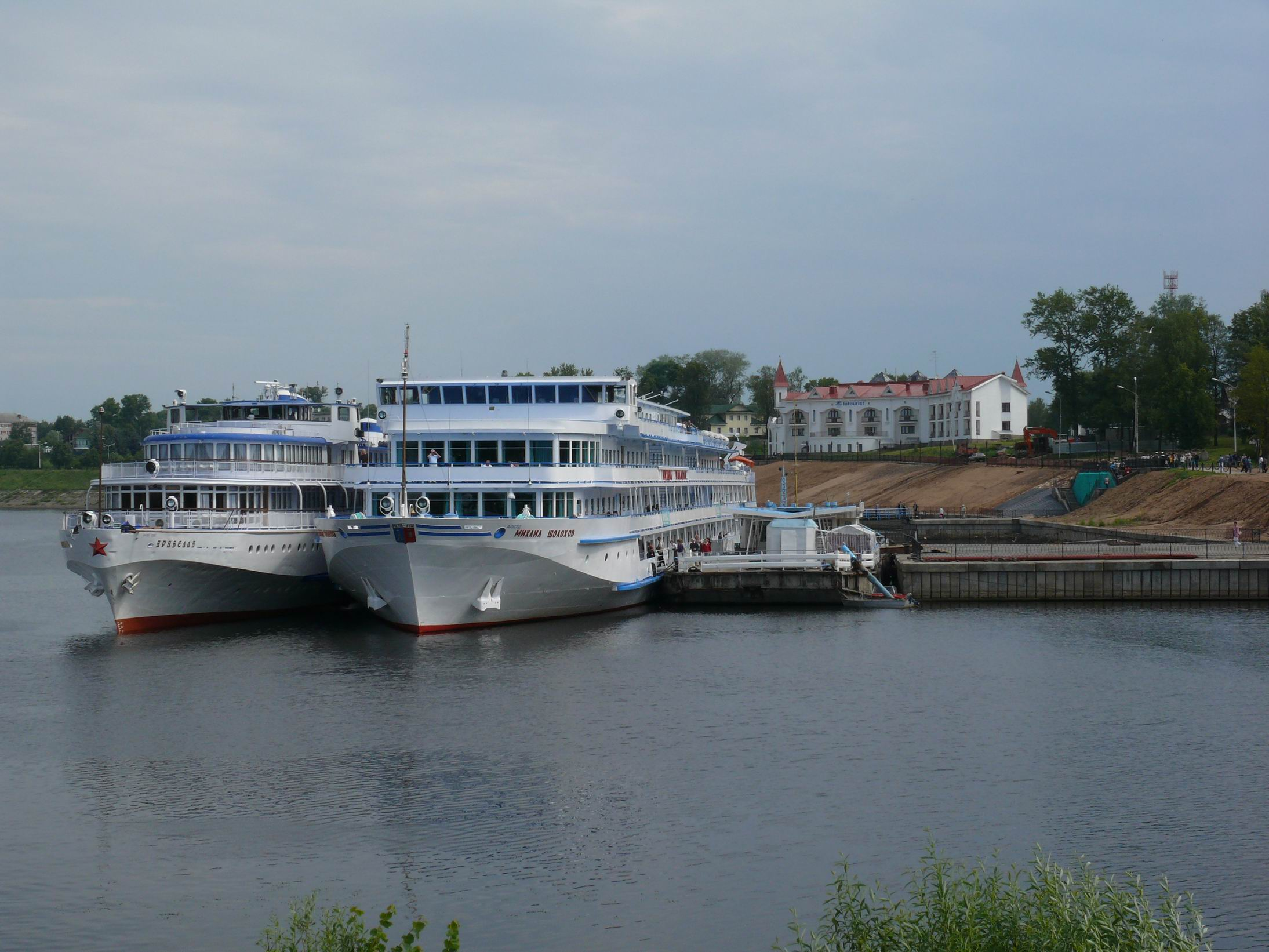
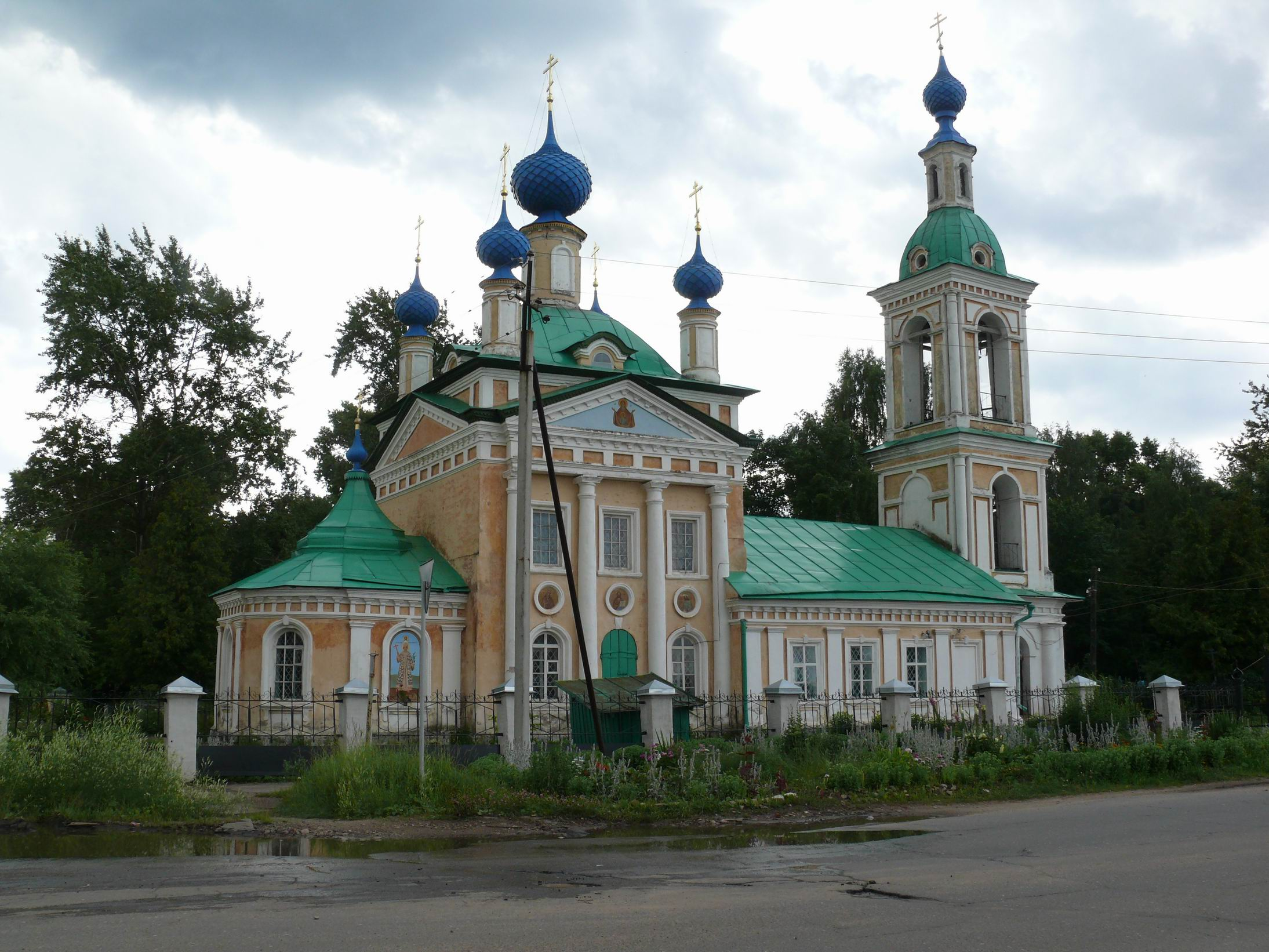
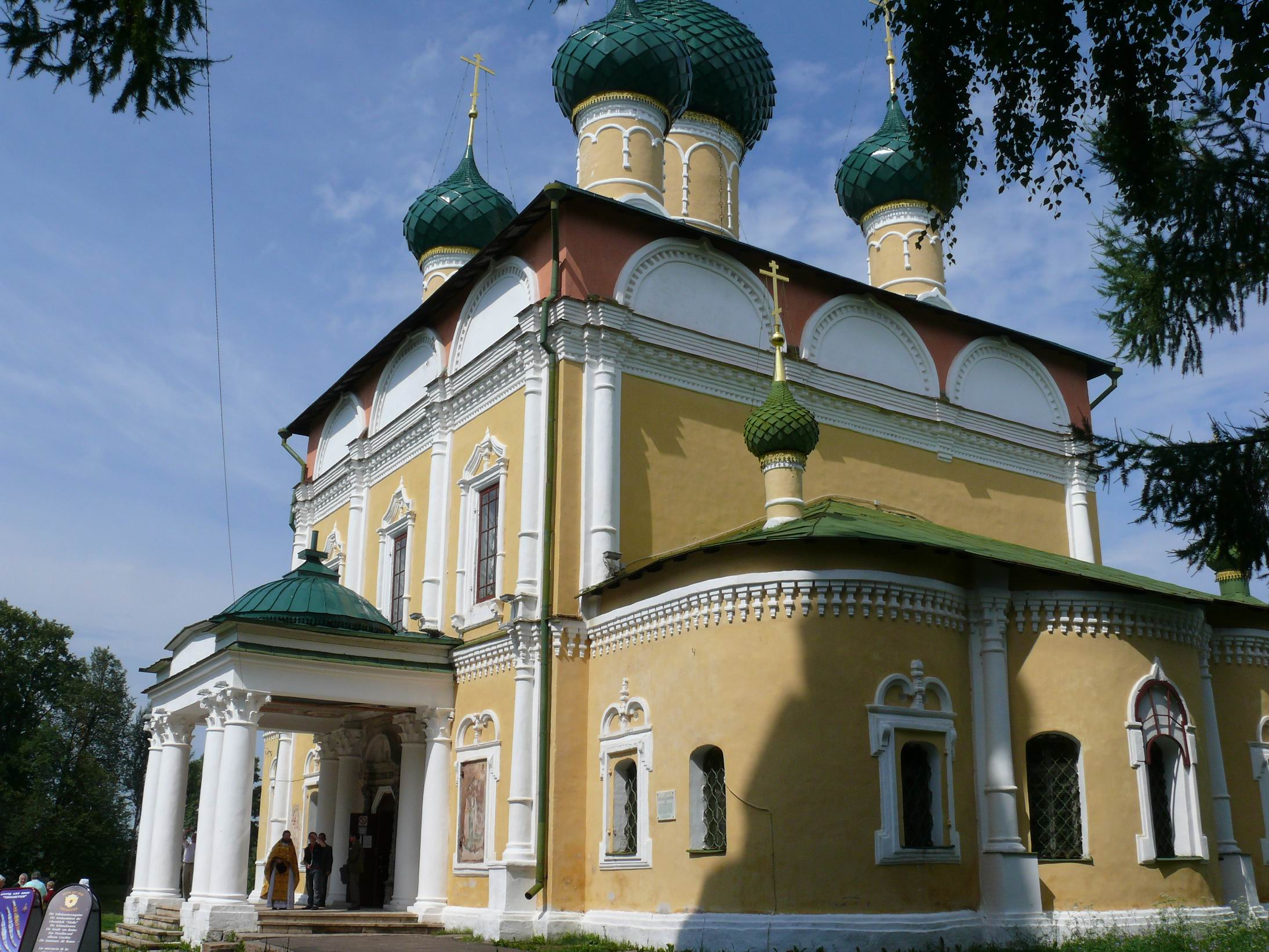